# Baseball/softball ai Giochi della XXXII Olimpiade
I tornei di baseball/softball ai Giochi della XXXII Olimpiade secondo il calendario originale si sarebbero dovuti tenere a Fukushima (Fukushima Azuma Baseball Stadium) e Yokohama (Yokohama Stadium), in Giappone, dal 24 luglio al 9 agosto 2020. A causa della pandemia di COVID-19 le date sono state posticipate di un anno, dal 23 luglio all'8 agosto 2021.
Per la prima volta nella storia dei Giochi, baseball e softball sono considerati un unico sport e un'unica disciplina olimpica, suddivisa in due eventi: un torneo di baseball riservato agli uomini, e un torneo di softball riservato alle atlete di sesso femminile. Nel 2013, l'International Baseball Federation e l'International Softball Federation, gli organismi internazionali di governo dei due sport (entrambi rimossi dal programma olimpico dopo i Giochi olimpici di Pechino 2008), si fusero nella World Baseball Softball Confederation, proprio allo scopo di presentare una domanda di reinserimento come disciplina unica a Tokyo 2020.
| Disciplina        | Evento   | Uomini | Donne |
| ----------------- | -------- | ------ | ----- |
| Baseball/softball | baseball | ✔      |       |
| Baseball/softball | softball |        | ✔     |

## Podi
| Evento                        | Oro      | Argento     | Bronzo          |
| Baseball maschile (dettagli)  | Giappone | Stati Uniti | Rep. Dominicana |
| Softball femminile (dettagli) | Giappone | Stati Uniti | Canada          |

## Medagliere
| Pos.   | Paese           | Oro | Argento | Bronzo | Totale |
| ------ | --------------- | --- | ------- | ------ | ------ |
| 1      | Giappone        | 2   | 0       | 0      | 2      |
| 2      | Stati Uniti     | 0   | 2       | 0      | 2      |
| 3      | Canada          | 0   | 0       | 1      | 1      |
| 3      | Rep. Dominicana | 0   | 0       | 1      | 1      |
| Totale | Totale          | 2   | 2       | 2      | 6      |